# Manuel Antônio Duarte de Azevedo
Manuel Antônio Duarte de Azevedo (Itaboraí, 16 de janeiro de 1831 — Rio de Janeiro, 9 de novembro de 1912) foi um político brasileiro.
Foi presidente do Senado Estadual de São Paulo, de 1906 a 1912. Faleceu no exercício do cargo.
Conselheiro do Império, formou-se em direito pela Faculdade de Direito de São Paulo em 1856, doutourando-se em 1859. Foi juiz de órfãos em 1858.
Foi presidente das províncias do Piauí, de 13 de julho de 1860 a 15 de abril de 1861 e do Ceará, de 6 de maio de 1861 a 12 de fevereiro de 1862.
Tomou posse como professor catedrático de Direito Romano da Faculdade de Direito em 1871, após lecionar, desde 1862, em várias cadeiras como lente substituto. Deputado geral por São Paulo, em 1868, ministro interino da Marinha e ministro titular da Justiça no Gabinete Rio Branco (1870 — 1875).
Voltando para São Paulo, com a proclamação da República foi eleito senador por São Paulo, exercendo sua presidência quando faleceu. Recebeu a grã-cruz da Ordem Imperial Prussiana de S. Anna de 1ª classe e a grã-cruz da Ordem de Nossa Senhora da Conceição de Vila Viçosa. Foi membro da Ordem Terceira do Carmo. Escreveu várias obras, das quais se destaca "Controvérsias Jurídicas", publicado em 1907.